# Red Hot Chilli Pipers
Red Hot Chili Pipers – zespół muzyczny tworzący w oparciu o muzykę funk, chętnie sięgający po instrumenty dęte i perkusyjne, wykorzystujący w swojej twórczości solówki muzyków. Zadebiutował w 2005 albumem  The Red Hot Chili Pipers. Trafił na brytyjską listę przebojów.

## Dyskografia
- The Red Hot Chilli Pipers (2005)
- Bagrock To The Masses (2007)
- Blast Live (2008)
- Music for the Kilted Generation (2010)